# Forte Fortissimo TV Top
Forte Fortissimo TV Top è stato un programma televisivo italiano di genere varietà e talk show, condotto da Corinne Cléry, Sammy Barbot, Barbara D'Urso e Mario Marenco, andato in onda su Raiuno in 126 puntate dal 3 dicembre 1983 al 23 giugno 1984.

## Caratteristiche
Diretta da Piero Panza e da Adolfo Lippi su testi di Annabella Cerliani, Marco Di Tillo e Guerrino Gentilini la trasmissione, che andava in onda in diretta dallo Studio 2 – oggi TV2 – del Centro di produzione Rai di Torino – oggi intitolato a Piero Angela – nella fascia oraria pomeridiana era una via di mezzo tra il varietà e il talk show. I curatori del programma erano Dante Fasciolo, Franca Rampazzo e Gian Paolo Taddeini, con la collaborazione di Oretta Lopane.
Condotta principalmente da Corinne Cléry, era divisa in segmenti nominati "Spazi Top" incentrati sul cinema e teatro, la letteratura, la musica – curata da Sammy Barbot e Barbara D'Urso – le lettere dei telespettatori e le telefonate in diretta – filtrate da quattro telefoniste alla maniera di Portobello – che proponevano domande su argomenti alle quali rispondevano alcuni esperti in materia intervistati nel talk show.
Nella parte dedicata al varietà intervenivano anche diversi cantanti che proponevano i loro successi del momento; vi era anche, in determinati periodi, uno spazio dedicato ai bambini che ricreavano alcune celebri favole.
Tra gli ospiti intervenuti nel programma, si segnalano Adriana Asti, Carlo Fruttero, Franco Lucentini e Daniela Goggi. In questa trasmissione fecero il loro esordio Gigi Marzullo e Piero Chiambretti.

## Sigla
La sigla di apertura, animata da Guido Manuli, era You Don't Believe dei The Alan Parsons Project, dove si utilizzavano anche sequenze del videoclip originale; la sigla di chiusura era Let The Music Play, cantata da Sammy Barbot.